# Thomas Greaves
Pour les articles homonymes, voir Greaves.
Thomas Greaves (fl. 1604) est un compositeur et luthiste anglais.
Luthiste de Sir Henry Pierrepont, il publie à Londres en 1604 le livre Songes of sundrie kinds qui compte quatre madrigaux dont trois, Come away, sweet love, Lady, the melting crystal of thine eyes et Sweet nymphs sont republiés au XIXe siècle (1843 et 1857), avec accompagnement au piano-forte de G. W. Budd.

## Source de la traduction
- (en) Cet article est partiellement ou en totalité issu de l’article de Wikipédia en anglais intitulé « Thomas Greaves (musician) » (voir la liste des auteurs).